# LGBT práva v Eritreji

Duhová mapa Eritreji

Lesby, gayové, bisexuálové a translidé (LGBT) se v Eritreji setkávají s právními komplikacemi neznámými pro většinové spoluobčany. Homosexuální akty jsou v Eritreji trestné a lze za ně uložit až tři roky vězení. LGBT komunita je regulérně perzekvována a stigmatizována jak vládou, tak i zdejším obyvatelstvem.

## Zákony týkající se stejnopohlanví sexuální aktivity
Mužská i ženská stejnopohlavní sexuální aktivita je v Eritreji nezákonná. Kriminalizuje jí sekce II. (sexuální deviace) trestního zákona z r. 1957 před, který jí zůstal po získání nezávislosti na Etiopii. Ta jej zase převzala z období kolonizace. Podle článku 600 lze uložit osobám usvědčeným z "nepřirozeného tělesného kontaktu" odnětí svobody v délce trvání 10 dní až 3 let. V praxi je známa jenom hrstka případů aplikace tohoto zákona poté, co veškerý tisk a noviny podléhá kontrole ze strany státu, a tudíž o perzekuci homosexuality mlčí. Britská ambasáda v Asmaře zaznamenala, že lidé, u kterých se prokázalo angažmá v homosexuální aktiviě, jsou regulérně stíháni a odsuzováni. Vláda stále aktivně stíhá všechny jednotlivce usvědčené z dobrovolné homosexuální aktivity, ba dokonce záměrně vysílá své špechy mezi gay a lesbické Eritrejce. V mnoha případech se absolutně nepřipouští propuštění na kauci a rodiny obviněných homosexuálů nemají přístup k informacím o zadržených a jejich místě pobytu. Eritrejský soudní systém je obecně neprůhledný a často restriktní, jedná-li se o podezření na homosexuální aktivitu. Násilí, mučení a bití vězňů je zcela běžné. Kromě něj bylo zaznamenáno i několik případů neoprávněného usmrcení. I přesto the United Kingdom Foreign and Commonwealth Office trvá na tom, že Eritrea od r. 2013 trest smrti nepraktikuje. V r. 2003 bylo v asmarských veřejných lázních zatčeno šest homosexuálních mužů a následně převezeno do věznice Diabeto pro novináře a politické vězně. Trestní stíhání a uvěznění hrozí dokonce i těm, kteří se pouze zmiňují o existenci gay a lesbické komunity v zemi a homosexualitě obecně.
Eritrejská vláda odmítá výzvu Rady pro lidská práva OSN požadující legalizaci stejnopohlavní sexuální aktivity. Jako důvod svého postoje uvádí, že by tak jednala v přímém rozporu s hodnotami a tradicemi eritrejského lidu.

## Stejnopohlavní soužití
Stejnopohlavní páry nemají žádný právní status.

## Adopce dětí
Adopce dětí stejnopohlavními páry není v Eritreji možná.

## Ochrana před diskriminací
Neexistuje žádná ochrana před homofobní diskriminaci.

## Životní podmínky
Úřad Vysokého komisaře OSN pro uprchlíky uvedl, že homosexuální orientace a chování jsou v Eritreji obrovské sociální tabu. Podobně zanalyzovalo situaci i Ministerstvo zahraničí USA s tím, že gayové a lesby čelí velké sociální diskriminaci. Otevřené diskuse na toto téma nejsou navíc v zemi možné a homosexualita není ani považovaná za veřejný zájem. Obecné povědomí o existenci sexuálních menšin je limitovan, vyjma aktivního prosazování zákonů proti homosexualitě. Není známo, že by v zemi fungovala nějaká lesbická, gay, bisexuální nebo trans skupina či organizace. Společenská diskriminace je potvrzována nezákonností homosexuality, která má za následek vzrůstající násilí a harašment gayů a leseb. Freedom House došla k závěru, že kriminalizace homosexuální aktivity je výsledekm sociální a právní diskriminace. Eritrejská vláda několikrát za sebou potvrzovala, že homosexualita odporuje tradičním hodnotám a normám země. Na počátku 21. století varovalo před nebezpečím homosexuality i několik televizních a rozhlasových programů.
Gayové a lesby sloužící v eritrejské armádě jsou podle nepotvrzených zpráv taktéž předmětem nelidského zacházení. V r. 2002 uvedl jeden z žadatelů o azyl ve Spojeném království, že on a jeho partner, oba sloužící v ozbrojených silách, trpěli fyzickým a verbálním násilí jak ze strany ostatních vojáků, tak i nadřízených.
Analýzy stavu lidských práv v Eritreji taktéž velmi varují před problémem velkých rozměrů, jímž je sociální diskriminace lidí s HIV/AIDS. ILGA a určité skupiny nap odporu prevence HIV/AIDS odsuzují kriminalizaci homosexuální aktivity v článku 600 s tím, že jim to extrémně komplikuje jejich práci na podporu veřejného zdraví, která je právě cílená i na muže mající sex s muži.
Eritrejská vláda opakově podezřívá zahraničí, zejména západní země, z pokusu o destabilizaci jejího režimu prostřednictvím podpory homosexuality. Nepřátelé režimu, skuteční i domnělí, jsou pravidelně nálepkováni jako "gayové, zrádci, násilníci, pedofilové, kuplíři a asociálové" při pokusu vlády delegimitizovat své kritiky.
V r. 2010 odmítla Eritrea spolu s několika dalšími africkými státy Jakartské principy, jejichž cílem je všeobecný rozvoj lidskoprávních standardů ve vztahu k jiné sexuální orientaci a identitě. Ty považuje mnoho afrických států za kontroverzní snahu vymýšlet nová lidská práva bez opory v mezinárodním právu.

## LGBT cizinci
V r. 2013 byl Paolo Manina, homosexuální Ital a profesor literatury na technické škole v Asmardě, propuštěn ze zaměstnání a vyhoštěn z Eritreji. Manina v obavách o svojí bezpečnost na deportaci přistoupil. Nebylo dáno žádné oficiální vyjádření k jeho vypovězení ze země. Vláda k tomu později podotkla, že se jednalo o nebezpečného jedince, který by byl potenciálním ohrožením pro veřejnou morálku. Později po intervenci italských úřadů odpověděla eritrejská vláda, že navzdory respektu k jiné sexuální orientaci v italských školách na území Eritreje  bylo propuštění oprávněné na základě článku 7 dohody o italských technických školách. Dohoda požaduje respektování místních zákonů, tedy i článek 600 eritrejského trestního zákona. Eritrejský velvyslanec v Itálii toto okomentoval tím, že každý cizinec zdržující se v jeho zemi musí respektovat místní zvyky a tradice, které homosexuální vztahy zakazují. Italští diplomaté toto odsoudili.
V r. 2004 byli z Eritreje deportováni tři hoteliéři ze západních zemí. Důvodem vyhoštění bylo minimálně u jednoho z nich jeho otevřený homosexuální životní styk života.

## Souhrnný přehled
| Legální stejnopohlavní styk                                                             | (Trest: Až 3 roky vězení nebo smrt |
| Stejný věk legální způsobilosti k pohlavnímu styku pro obě orientace                    | No                                 |
| Anti-diskriminační zákony v zaměstnání                                                  | No                                 |
| Anti-diskriminační zákony v přístupu ke zboží a službám                                 | No                                 |
| Anti-diskriminační zákony v ostatních oblastech (homofobní urážky, zločiny z nenávisti) | No                                 |
| Stejnopohlavní manželství                                                               | No                                 |
| Jiná forma stejnopohlavního soužití                                                     | No                                 |
| Adopce dítěte partnera                                                                  | No                                 |
| Společná adopce dětí stejnopohlavními páry                                              | No                                 |
| Gayové a lesby smějí otevřeně sloužit v armádě                                          |                                    |
| Možnost změny pohlaví                                                                   | No                                 |
| Přístup k umělému oplodnění pro lesbické ženy                                           | No                                 |
| Náhradní mateřství pro gay páry                                                         | No                                 |
| MSM smějí darovat krev                                                                  | No                                 |